# Décès en 887
Décès
- 883
- 884
- 885
- 886
- 887
- 888
- 889
- 890
- 891

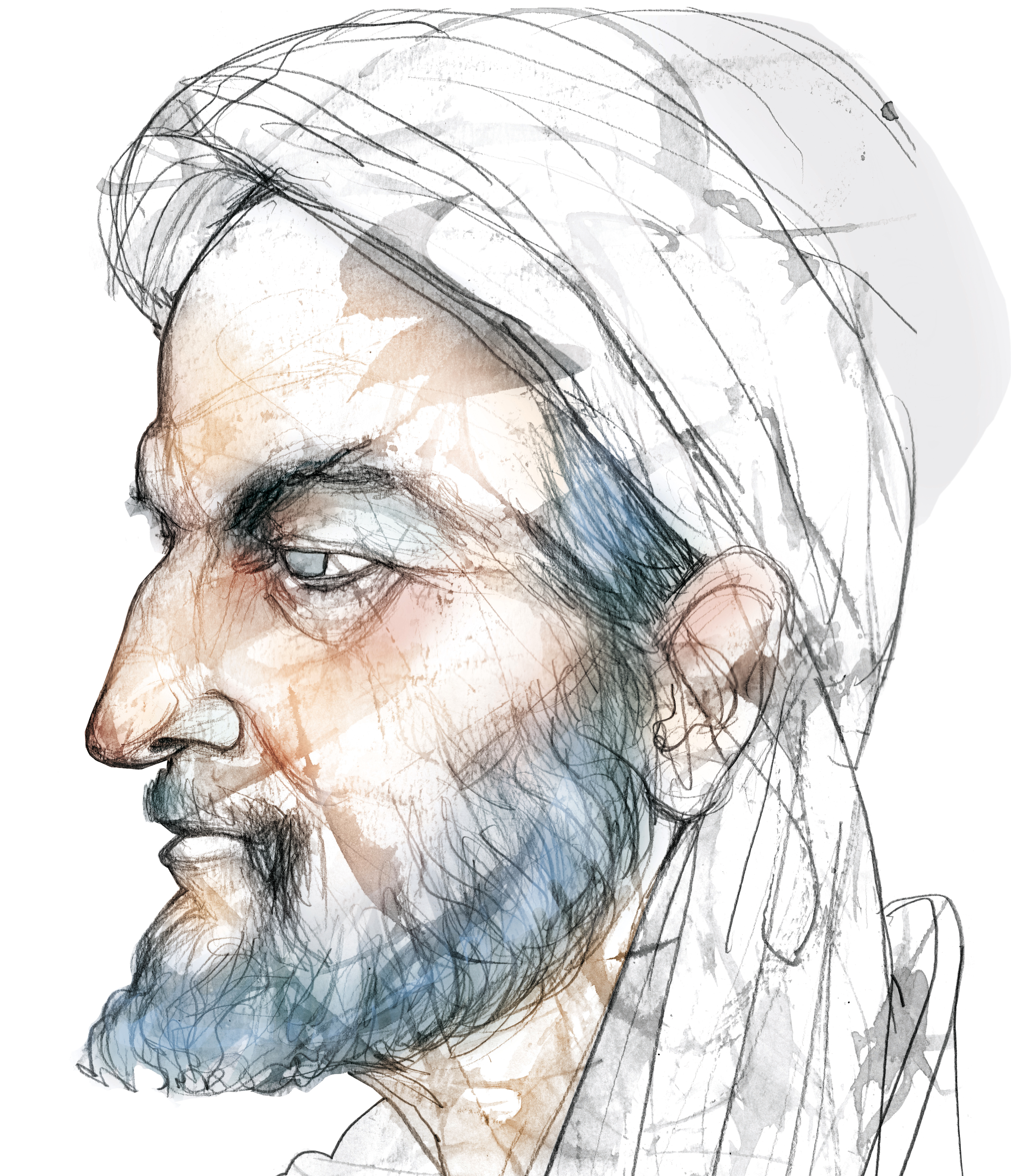
Abbas Qasim Ibn Firnas mort en 887.

Cette page dresse une liste de personnalités mortes au cours de l'année 887 :
- 11 janvier : Boson de Provence, roi de Provence (° v. 844)[1].
- 26 août : Kōkō, cinquante-huitième empereur du Japon.
- 18 septembre : Pietro Ier Candiano, doge de Venise.

- Abbas Qasim Ibn Firnas, humaniste, scientifique, chimiste et poète d'origine berbère.
- Pietro Ier Candiano, 16e doge de Venise.
- Siegfried III de Danemark, roi des Danois.
- Sigfried, chef viking danois.

date incertaine  (en 886/887)
- Grigor-Dérénik Arçrouni, prince de Vaspourakan de la dynastie arménienne des Arçrouni.

## Crédit d'auteurs
- Cet article est partiellement ou en totalité issu de l'article intitulé « 887 » (voir la liste des auteurs).